# Historia odkryć i badań nad chorobą wrzodową i Helicobacter pylori

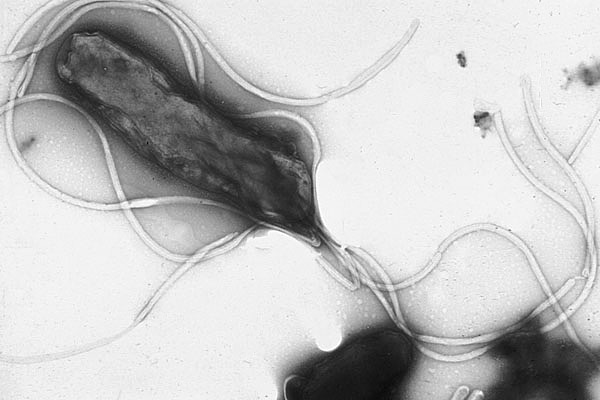
Helicobacter pylori w mikroskopie elektronowym

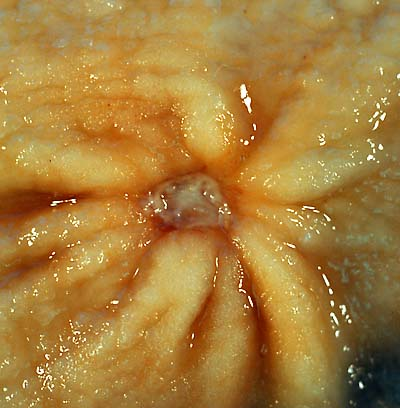
Wrzód trawienny

W tym haśle opisano historię odkryć i badań nad chorobą wrzodową i Helicobacter pylori. W 2005 Barry Marshall i Robin Warren otrzymali nagrodę Nobla w dziedzinie fizjologii i medycyny za odkrycie, że powstawanie choroby wrzodowej jest spowodowane głównie przez zakażenie Helicobacter pylori, bakterię preferującą kwaśne środowisko, jakie występuje w żołądku. W wyniku tych odkryć, wrzody trawienne związane z zakażeniem H. pylori są obecnie leczone antybiotykami, które stosuje się w celu eradykacji zakażenia. Przez 30 lat przed ich odkryciem powszechnie uważano, że powstawanie wrzodów trawiennych jest wywoływane przez nadmiar kwasu solnego w żołądku. W tym czasie kontrolowanie kwasowości środowiska było podstawową metodą leczenia wrzodów trawiennych, co przynosiło tylko częściowy sukces.
Przed 1950 podano wiele opisów mikrobiologicznych bakterii obecnych w żołądku i soku żołądkowym, co uwiarygodniało teorię infekcyjną i nadkwaśności jako przyczyny choroby wrzodowej. W jednym badaniu, przeprowadzonym w 1954, nie odnaleziono dowodów na obecność bakterii w bioptatach żołądka barwionych tradycyjnymi metodami, co sprawiło, że teoria nadkwaśności stała się dogmatem. Ten paradygmat został zmieniony, gdy Warrenowi i Marshallowi udało się spełnić postulaty Kocha w serii doświadczeń w latach 1980., jednakże potrzebne były znaczne wysiłki, aby przekonać środowisko medyczne do znaczenia ich odkrycia. H. pylori powiązano dodatkowo z chłoniakami i gruczolakorakami żołądka i został zaklasyfikowany przez Światową Organizację Zdrowia jako czynnik rakotwórczy.

## Przed wiekiem XX.

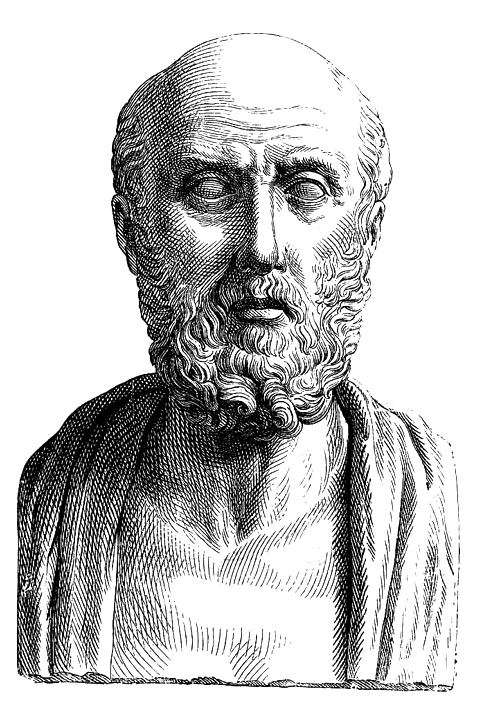
Hipokrates

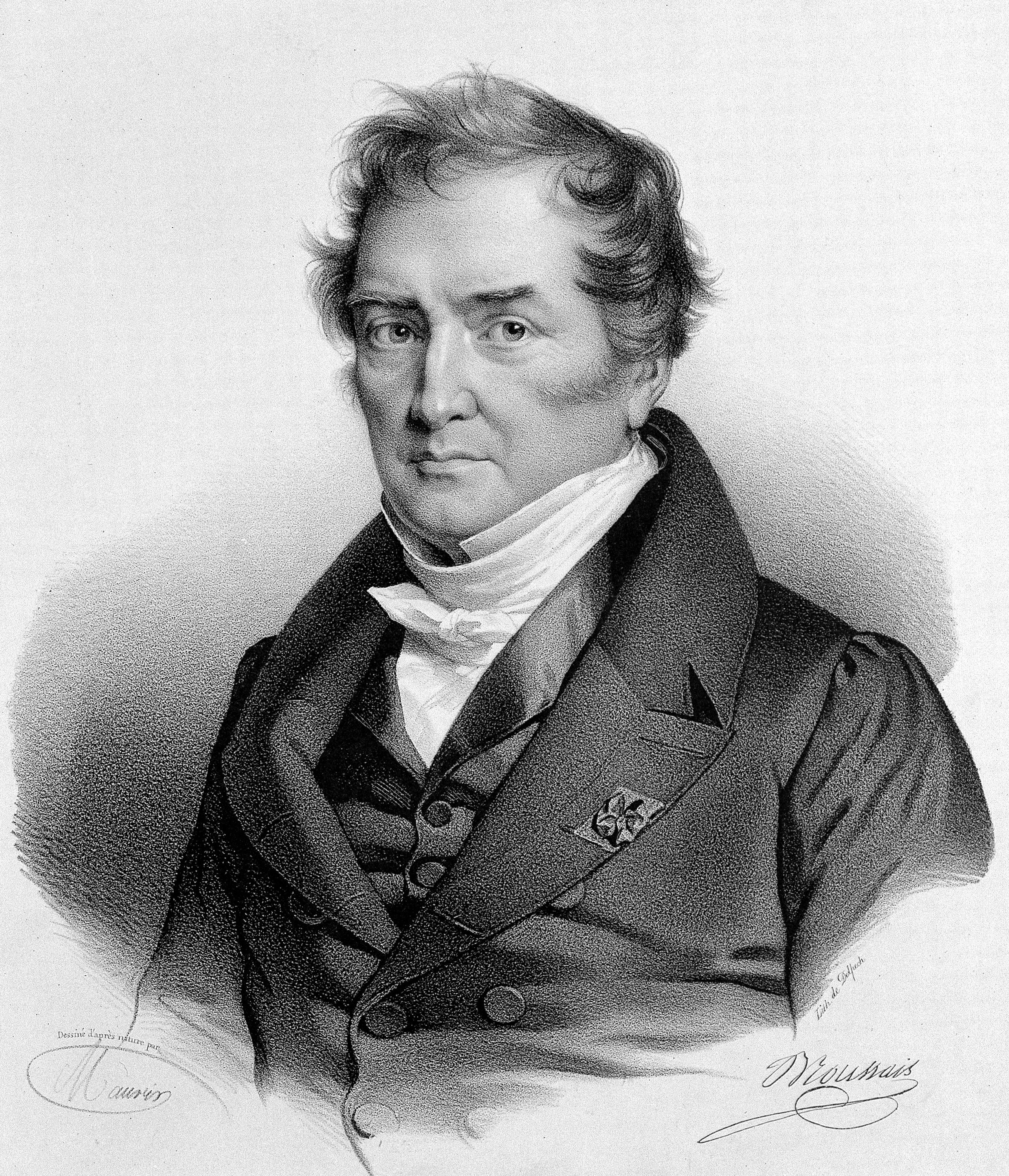
François-Joseph-Victor Broussais

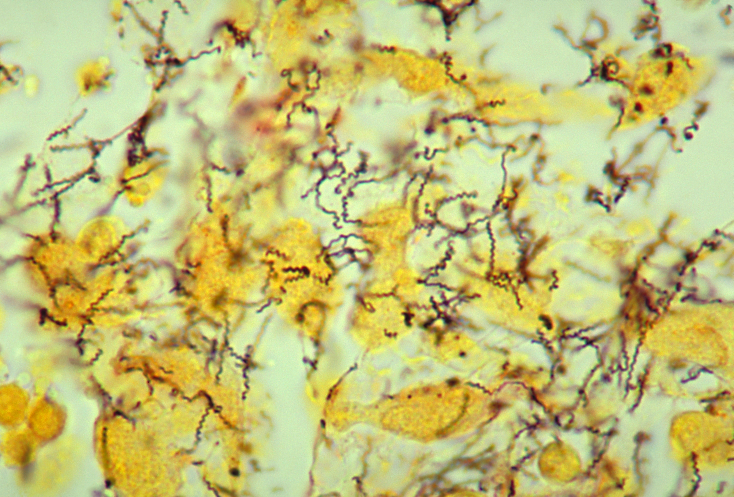
Krętki blade

Przed wiekiem XVI.
Hipokrates po raz pierwszy opisał objawy choroby wrzodowej.
Awicenna zwrócił uwagę na związek między bólem żołądka a czasem przyjmowania posiłków.
1586
Marcellus Donata z Mantuy wykonywał autopsje i opisał wrzody żołądka.
1688
Johannes von Murault odkrył wrzody dwunastnicy.
1728
Stahl zaproponował teorię, że niektóre stany gorączkowe są związane z zapaleniem i owrzodzeniem żołądka.
1761
Wykazano związek bólu w górnej części jamy brzusznej z wrzodami żołądka.
1799
Matthew Baillie opublikował opis choroby wrzodowej.
1812
Broussais odkrył, że ostre zapalenie żołądka może przejść w fazę przewlekłą jeśli nie zostanie wyleczone.
1821
Nepveu opowiedział się za związkiem między zapaleniem żołądka i rakiem żołądka.
1868
Kussmaul zasugerował wykorzystanie związków bizmutu (działających antybakteryjnie) w celu leczenia wrzodów żołądka (subsalicylan bizmutu jest od tamtej pory używany w wielu komercyjnych lekach jako część terapii eradykacyjnej H. pylori). Antybakteryjne właściwości bizmutu zostały poznane dopiero długi czas później.
1875
G. Bottcher i M. Letulle podali hipotezę, że wrzody są powodowane przez bakterie
1880
J. Cohnheim zasugerował, że choroba wrzodowa może być spowodowana przez czynniki chemiczne.
1881
Edwin Klebs zwrócił uwagę na obecność organizmów przypominających bakterie w świetle gruczołów żołądka.
1889
Walery Jaworski opisał spiralne mikroorganizmy w osadzie popłuczyn z ludzkiego żołądka. Zasugerował, że organizmy te mogą być związane z chorobą wrzodową.
1892
Giulio Bizzozero zauważył spiralne mikroorganizmy w żołądkach psów.
1896
Saloon odkrył krętki w żołądkach kotów i myszy.

## 1900-1950

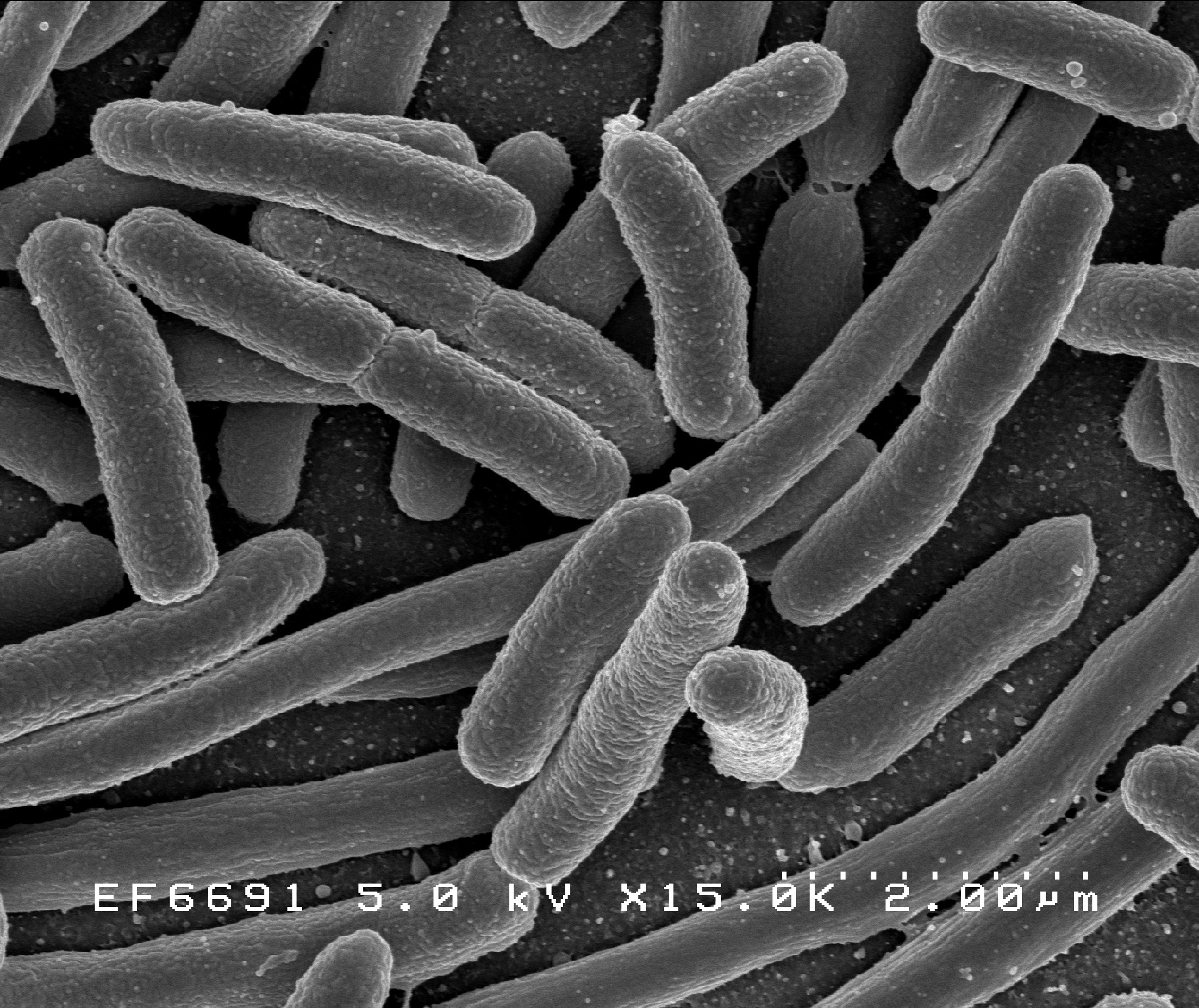
Bacillus coli (E. coli)

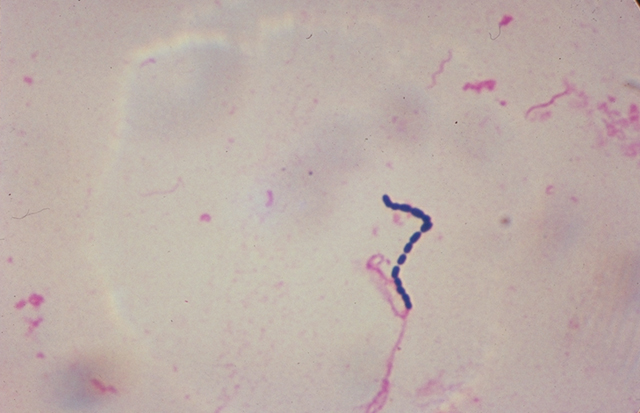
Paciorkowce

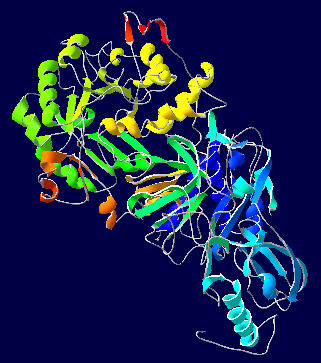
Ureaza

1905
F. Reigel zasugerował, że wrzody są spowodowane przez nadmiar kwasu.
1906
Krienitz odnalazł bakterie w żołądku osób z rakiem żołądka.
Turck karmi psy bakterią Bacillus coli i wywołuje w ten sposób powstanie u nich wrzodów.
1907
Berkley Moynihan zasugerował, że kwas jest przyczyną powstawania wrzodów.
1910
Schwartz opublikował teorię, że nadmiar kwasu wywołuje wrzody, ukuwając słynne zdanie: "bez kwasu nie ma wrzodu".
Gibelli stwierdził, że nie jest w stanie odtworzyć doświadczenia Turcka.
1913
Rosenow zasugerował, że paciorkowce wywołują wrzody
1915
Po raz pierwszy w leczeniu choroby wrzodowej zaproponowano leki zobojętniające kwas żołądkowy.
Powiązano występowanie choroby wrzodowej z bakteriami, ale przyjęto, że bakterie zamieszkują jamę ustną
1919
Kasai i Kobayashi wyizolowali krętki od kotów i przenosząc je na króliki, wywołali u nich wrzody.
1921
Luger odkrył krętki w soku żołądkowym i powiązał ich obecność z rakiem żołądka.
1924
Luck i Seth odkryli ureazy w żołądku człowieka, które ich zdaniem występują tam naturalnie. Obecnie wiadomo, że jednym z czynników wirulencji H. pylori są ureazy, która rozkładają mocznik do amoniaku.
1925
Hoffman wstrzykiwał śwince morskiej niewielkie próbki pobrane od ludzi z chorobą wrzodową, wywołując powstanie u nich wrzodów. Wyizolował bakterie, które jego zdaniem były przyczyną owrzodzeń.
1936
W pierwszym wydaniu rosyjskiej Wielkiej Encyklopedii Medycznej zasugerowanie, że zakażenia są jedną z przyczyn choroby wrzodowej.
1939
A. Stone Freedberg rozpoczął badania w poszukiwaniu bakterii w ludzkim żołądku w Szpitalu Beth Izrael. Odkrył H. pylori. Rozpuszczano pogłoski, że inni nie mogą powtórzyć jego wyników, choć nie opublikowano negatywnych prac na ten temat.
James Doenges opisuje w sekcjach zwłok obecność krętków.
1940
Freedberg i Baron obserwują w sekcjach zwłok obecność krętków.
1948
Fitzgerald i Murphy podali teorię, że choroba wrzodowa jest spowodowana przez kwas niszczący błonę śluzową, i wykazali skuteczność mocznika w leczeniu choroby wrzodowej.

## 1950–1970
1951
J. Allende opublikował podręcznik zawierający opis leczenia wrzodów trawiennych przy pomocy penicyliny.
1953
Dintzisowi i Hastingsowi udało się powstrzymać produkcję ureazy u myszy po zastosowaniu antybiotyków, co wskazało na powiązanie pomiędzy ureazą a zakażeniem bakteryjnym.
1954
Palmer publikuje badania, w których nie znaleziono bakterii w ludzkim żołądku. Stwierdza, że wcześniejsze wyniki badań były wynikiem zanieczyszczenia. Nie wykorzystuje metody barwienia srebrem, którą później Warren i Marshall wykorzystali do udkrycia H. pylori.
1955
Tarnopolskaya zauważa, że terapia penicyliną leczy niektóre wrzody żołądka.
Moutier i Cornet zaproponowali leczenie zapalenia błony śluzowej żołądka przy pomocy antybiotyków.
Kornberg i Davies zauważyli, że antybiotyki zmniejszają wydzielanie ureazy u kotów.

## 1970–XXI wiek
1990
Rauws i Tytgat opisują wyleczenie wrzodu dwunastnicy poprzez eradykację H. pylori przy użyciu terapii potrójnej składającej się z bizmutu i dwóch antybiotyków. Terapia potrójna, zmodyfikowana o inhibitor pompy protonowej i dwa antybiotyki wkrótce stała się terapią pierwszego rzutu w eradykacji.
Światowy Kongres Gastroenterologii poleca eradykację H. pylori celem leczenia wrzodów dwunastnicy. Pojawiają się pierwsze doniesienia o oporności H. pylori na metronidazolu.
Oporność H. pylori na stosowaną terapię skłoniła do opracowania schematów z wieloma innymi antybiotykami i inhibitorami pompy protonowej stosowanymi do eradykacji.